# Marathon van Utrecht 2006
De Fortis Utrecht Marathon 2006 vond plaats op maandag 17 april 2006 (Tweede Paasdag) in Utrecht. In totaal deden 7000 atleten mee uit 14 landen. Naast de hele afstand, waren er ook hardloopwedstrijden over de halve marathon en de 10 km. Ook werden er verschillende kinderlopen gehouden.
De start en finish van de marathon waren op de Heldammersingel in De Meern. Bij de halve marathon werd er gestart op de Rijksstraatweg in De Meern en gefinisht op de Heldammersingel in De Meern. Bij de 10 km was de start bij de Dom in Utrecht en werd er gefinisht op de Heldammersingel in De Meern.
Bij de mannen werd de hele afstand gewonnen door de Belg Gino Van Geyte met een tijd van 2:17.35. Hij bleef hiermee Jeroen van Damme iets meer dan 2 minuten voor, die in 2:19.48 over de streep kwam. Bij de vrouwen werd de marathon gewonnen door de tot Nederlandse genaturaliseerde Nadja Wijenberg met een tijd van 2:45.00.

## Uitslagen

### Marathon

#### Mannen
| rang   | naam                   | land | tijd    |
| ------ | ---------------------- | ---- | ------- |
| Goud   | Gino Van Geyte         | BEL  | 2:17.35 |
| Zilver | Jeroen van Damme       | NED  | 2:19.48 |
| Brons  | Tarik Bouzid           | FRA  | 2:22.44 |
| 4      | Azzedinne Sakhri       | ALG  | 2:23.31 |
| 5      | Koen Raymaekers        | NED  | 2:23.38 |
| 6      | Koen Neven             | BEL  | 2:24.13 |
| 7      | Aleksey Palagushin     | RUS  | 2:24.58 |
| 8      | Dainus Saucikovas      | LTU  | 2:25.17 |
| 9      | Fransua Woldemariam    | NED  | 2:27.51 |
| 10     | Patrick Vanderstraeten | BEL  | 2:29.05 |

#### Vrouwen
| rang   | naam            | land | tijd    |
| ------ | --------------- | ---- | ------- |
| Goud   | Nadja Wijenberg | NED  | 2:45.00 |
| Zilver | Selina Chelimo  | KEN  | 2:47.53 |
| Brons  | Ingrid Ysebaert | NED  | 3:13.45 |

1978 · 
1979 · 
1980 · 
1981 · 
1982 · 
1983 · 
1984 · 
1985 · 
1986 · 
1987 · 
1988 · 
1989 · 
1990 · 
1991 · 
1992 · 
1993 · 
1994 · 
1995 · 
1996 · 
1997 · 
1998 · 
1999 · 
2000 · 
2001 · 
2002 · 
2003 · 
2004 · 
2005 · 
2006 · 
2007 · 
2008 · 
2009 · 
2010 ·
2011 ·
2012